# Theo Becker (Mediziner, 1916)
Theo Becker (* 24. Januar 1916 in Dortmund; † 10. Juli 1991 in Jena) war ein deutscher Chirurg.

## Leben
Becker studierte an der Friedrich-Wilhelms-Universität zu Berlin, der Universität Leipzig, der Universität Hamburg und der Ruprecht-Karls-Universität Heidelberg Medizin. 1943 wurde er in Berlin zum Dr. med. promoviert. Im Zweiten Weltkrieg war er Truppenarzt beim Heer (Wehrmacht). Die chirurgische Weiterbildung durchlief er 1945–1949 am Städtischen (nach Gustav Ricker benannten) Krankenhaus in Magdeburg-Sudenburg. Oberarzt war er 1949/50 am Städtischen Krankenhaus von Bernburg (Saale). 1950/51 war er am Institut für gerichtliche Medizin der Martin-Luther-Universität in Halle tätig. Seit 1951 bei Herbert Uebermuth in Leipzig, habilitierte er sich 1956. 1960/61 war er o. Professor an der Medizinischen Akademie Erfurt. 1961 kam er auf den Lehrstuhl der Friedrich-Schiller-Universität Jena. Er organisierte in seinen 20 Amtsjahren in Jena den ersten Notarztdienst der Deutschen Demokratischen Republik und förderte die Verselbständigung von chirurgischen Teilgebieten. Seine Schwerpunkte waren die Allgemeinchirurgie, die Unfallchirurgie sowie die onkologische und die geriatrische Chirurgie. Ein Sohn ist Heinz Becker, 1994–2012 Ordinarius für Allgemeine und Viszerale Chirurgie in Göttingen.

## Ehrungen
- Verdienter Arzt des Volkes
- Langjähriger Dekan und Bereichsdirektor der Medizinischen Fakultät in Jena
- Vorsitzender der Thüringischen Gesellschaft für Chirurgie (1963–1976)[2]
- Präsident der Gesellschaft für Chirurgie der DDR (1979)

## Werke
- Kurzgefaßter Operatonskurs, Leipzig 1956, 6. Auflage 1989.
- Grundriß der speziellen Unfallchirurgie, I–II. Leipzig 1968–1973, 3. Auflage 1989.